# Derbent
Derbent (tiếng Nga: Дербент; tiếng Lezgian: Дербенд; tiếng Azerbaijan: Dərbənd; tiếng Ba Tư: دربند Darband) là một thành phố của Liên bang Nga, thuộc nước cộng hòa tự trị Dagestan. Nó là thành phố xa nhất về phía nam của Liên bang Nga và là thành phố có tầm quan trọng thứ hai tại Dagestan. Dân số: 101.031 (điều tra dân số năm 2002) và năm 2006 là khoảng 106.000 người. Người Lezgi là nhóm dân tộc chính chính ở đây, tiếp theo là người Azerbaijan và người Tabasaran.
Thông thường nó được coi là các cổng Alexander truyền thuyết, Derbent cũng được coi là thành phố cổ nhất của Nga. Từ thời cổ đại thì giá trị của khu vực này như là cổng vào khu vực Kavkaz đã được hiểu rõ và Derbent có các công trình xây dựng mà các nhà khảo cổ học đánh giá là trên 5.000 năm tuổi (tính đến năm 2006). Như là kết quả của tính đặc thù địa lý này nên thành phố đã phát triển giữa hai tường thành, kéo dài từ các dãy núi xuống tới biển. Theo thời gian, các dân tộc khác nhau đã đặt cho thành phố này các tên gọi khác nhau, nhưng tất cả đều có liên hệ với nghĩa 'cổng'.

## Địa lý
Thành phố này được xây dựng gần bờ tây của biển Caspi, về phía nam sông Samur, trên sườn của dãy núi Tabasaran (một phần của dãy núi Kavkaz). Derbent có đường giao thông thuận tiện, với bến cảng riêng, đường sắt và đường bộ chạy về phía nam nối với Baku, cũng như về phía bắc tới Rostov-na-Dony, hai thành phố lớn trong khu vực.
Derbent có một vị trí chiến lược duy nhất trong khu vực Kavkaz: thành phố này nằm trên một dải đất bằng hẹp (khoảng 3 km) giữa biển Caspi và dãy Kavkaz, kiểm soát việc giao thông đường bộ giữa đông nam châu Âu và Trung Đông. 
Về phía bắc của thành phố là tượng đài Kirk-lar, hay 40 vị anh hùng, những người đã ngã xuống trong công cuộc phòng thủ Dagestan chống lại người Ả Rập năm 728. Ở phía nam là điểm xa nhất về phía biển của tường thành Kavkaz (dài 50 m), còn được gọi là Tường thành Alexander, ngăn chặn lối đi qua rất hẹp của Cổng Sắt hay Cổng Caspi (Portae Athanae hay Portae Caspiae). Tường thành này khi còn nguyên vẹn có chiều cao 9 m (29 ft) và chiều dày khoảng 3 m (10 ft), và với các cổng sắt và hàng loạt các chòi quan sát, tạo thành một hàng rào phòng ngự có giá trị trên biên giới với Ba Tư.

## Lịch sử

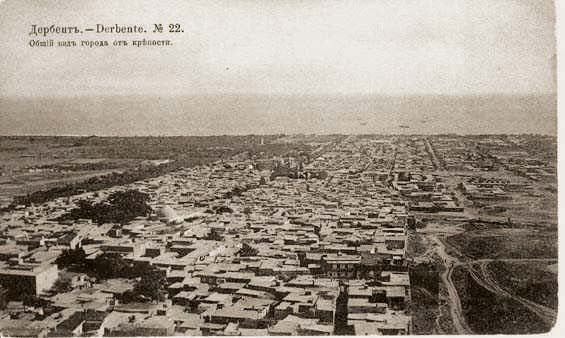
Quang cảnh thành phố nhìn từ pháo đài Naryn-Kala, thập niên 1910.

Sự định cư đông đúc đầu tiên tại khu vực Derbent có niên đại vào khoảng thế kỷ 8 TCN. Cho đến thế kỷ 4 thì nó là một phần của Albania Kavkaz (Aghbania), và thông thường được coi là Albana, kinh đô của vương quốc này. Tên gọi ngày nay của thành phố, một từ có gốc từ tiếng Ba Tư (دربند Darband) nghĩa là "các cổng đóng", đã bắt đầu được sử dụng vào cuối thế kỷ 5 hoặc đầu thế kỷ 6, khi thành phố này được Kavadh I của vương triều Sassanid thuộc Đế chế Ba Tư tái thành lập. Các tường thành và thành quách được cho là xây dựng vào thời con trai của Kavadh là Khosrau I. Derbent trở thành một tiền đồn quân sự và một hải cảng mạnh của đế chế Sassanid. Trong thế kỷ 5 và 6 thì Derbent cũng trở thành một trung tâm quan trọng trong việc truyền bá các niềm tin Ki tô giáo trong khu vực Kavkaz.
Trong thập niên 630 thành phố này đã bị hãn quốc Khazar xâm chiếm. Năm 654 Derbent đã bị người Ả Rập nắm giữ, những người này đã chuyển đổi nó thành một trung tâm hành chính quan trọng và truyền bá các niềm tin Hồi giáo vào trong khu vực này. Khaliph (vua Hồi giáo) Harun al-Rashid đã từng sống ở Derbent, và đưa thành phố này trở thành một nơi có danh tiếng về nghệ thuật và thương mại. Theo các nhà sử học Ả Rập thì Derbent với dân số trên 50.000 người đã từng là thành phố lớn nhất của khu vực Kavkaz trong thế kỷ 9. Trong thế kỷ 10, với sự sụp đổ của vương quốc Hồi giáo của người Ả Rập thì Derbent đã trở thành kinh đô của một tiểu vương quốc Ả Rập độc lập. Tiểu vương quốc này thường có những cuộc chiến tranh với quốc gia Ki tô giáo láng giềng là Sarir, nhưng thường là thua trận nên Sarir thỉnh thoảng có thể thao túng các hoạt động chính trị của Derbent, tuy nhiên điều này đã kết thúc với sự tan rã của Sarir trong thế kỷ 12. Về tổng thể, tiểu vương quốc này đã phồn thịnh cho đến khi người Mông Cổ xâm chiếm nó vào năm 1239.
Trong thế kỷ 14 nó đã bị các bộ lạc du cư của lãnh chúa của người Tatar là Timur cướp bóc. Năm 1437 nó rơi vào sự kiểm soát của Shirvanshahs. Trong thế kỷ 16 Derbent là nơi diễn ra các cuộc chiến giữa Thổ Nhĩ Kỳ và Ba Tư do vương triều Safavid cai trị. Vào đầu thế kỷ 17 thì Shah Safavid Abbas I đã đánh bại người Thổ Nhĩ Kỳ và lấy lại Derbent.
Năm 1722 trong chiến tranh Nga-Ba Tư Pyotr Đại Đế của Nga đã giành được thành phố này từ tay người Ba Tư, nhưng vào năm 1735 theo hiệp ước Gjandzhinskii thì Derbent lại rơi vào tay nhà nước Ba Tư, năm 1736 thì uy quyền của Nadir Shah một lần nữa lại được công nhận. Năm 1747 Derbent trở thành kinh đô của một hãn quốc cùng tên. Trong cuộc viễn chinh Ba Tư 1796 thành phố này lại bị lực lượng quân sự Nga dưới sự chỉ huy của V. A. Zubov chiếm đóng. Theo hiệp ước Gulistan ngày 24 tháng 10 (lịch cũ- lịch mới là 5 tháng 11) năm 1813 giữa Nga và Ba Tư thì Derbent trở thành một phần của đế chế Nga.
Một phần lớn tường thành và các đài quan sát còn được bảo quản tốt cho đến ngày nay. Các tường thành chạy tới biển, được xây dựng vào khoảng thế kỷ 6, dưới thời triều đại Sassanid. Thành phố này còn có một pháo đài cổ được bảo quản khá tốt là Narin-kala, chiếm một diện tích khoảng 45.000 m², được khép kín bằng các bức tường dày. Các điểm hấp dẫn về mặt lịch sử còn có các nhà tắm, các bể nước, các nghĩa trang cổ, các nhà trọ lớn, lăng mộ của một hãn vương thế kỷ 18 cũng như vài nhà thờ Hồi giáo: các công trình đáng chú ý nhất là pháp đình Ki tô giáo có từ thế kỷ 6, các nhà thờ Hồi giáo như Juma (với các trường học (madrash) thế kỷ 15); Kyrhlyar, Bala (thế kỷ 17) và Chertebe (thế kỷ 18).

## Kinh tế và văn hóa
Thành phố này có các ngành công nghiệp như chế tạo máy móc, thực phẩm (thậm chí có cả ngành công nghiệp rượu!), dệt may, đánh bắt cá, vật liệu xây dựng và công nghiệp gỗ. Hạ tầng cơ sở giáo dục là khá tốt; ở đây có một trường đại học cũng như một vài trường kỹ thuật. Về mặt văn hóa, ở đây có nhà hát kịch Lezgi (nhà hát S. Stalsky). Khoảng 2 km từ thành phố là quần thể nhà nghỉ Chayka (chim mòng biển).
Derbent trên thực tế có thể coi là một viện bảo tàng lớn với các dãy núi nguy nga và biển cận kề, có tiềm năng lớn trong việc phát triển du lịch, được gia tăng thêm bởi sự xếp hạng của UNESCO cho pháo đài và thành phố cổ như là Di sản thế giới vào năm 2003. Tuy nhiên, sự bất ổn trong khu vực đã cản trở rất lớn sự phát triển này.

## Thành phố kết nghĩa
- Yakima, Washington, Hoa Kỳ

## Địa lý

### Khí hậu
| Dữ liệu khí hậu của Derbent             | Dữ liệu khí hậu của Derbent | Dữ liệu khí hậu của Derbent | Dữ liệu khí hậu của Derbent | Dữ liệu khí hậu của Derbent | Dữ liệu khí hậu của Derbent | Dữ liệu khí hậu của Derbent | Dữ liệu khí hậu của Derbent | Dữ liệu khí hậu của Derbent | Dữ liệu khí hậu của Derbent | Dữ liệu khí hậu của Derbent | Dữ liệu khí hậu của Derbent | Dữ liệu khí hậu của Derbent | Dữ liệu khí hậu của Derbent |
| Tháng                                   | 1                           | 2                           | 3                           | 4                           | 5                           | 6                           | 7                           | 8                           | 9                           | 10                          | 11                          | 12                          | Năm                         |
| --------------------------------------- | --------------------------- | --------------------------- | --------------------------- | --------------------------- | --------------------------- | --------------------------- | --------------------------- | --------------------------- | --------------------------- | --------------------------- | --------------------------- | --------------------------- | --------------------------- |
| Cao kỉ lục °C (°F)                      | 15.3 (59.5)                 | 26.6 (79.9)                 | 28.3 (82.9)                 | 34.2 (93.6)                 | 30.1 (86.2)                 | 34.6 (94.3)                 | 35.8 (96.4)                 | 38.8 (101.8)                | 33.0 (91.4)                 | 28.0 (82.4)                 | 21.9 (71.4)                 | 27.6 (81.7)                 | 38.8 (101.8)                |
| Trung bình ngày tối đa °C (°F)          | 5.5 (41.9)                  | 5.3 (41.5)                  | 8.2 (46.8)                  | 14.3 (57.7)                 | 20.3 (68.5)                 | 26.1 (79.0)                 | 29.1 (84.4)                 | 28.9 (84.0)                 | 24.2 (75.6)                 | 18.2 (64.8)                 | 11.9 (53.4)                 | 7.5 (45.5)                  | 16.6 (61.9)                 |
| Trung bình ngày °C (°F)                 | 3.1 (37.6)                  | 2.8 (37.0)                  | 5.6 (42.1)                  | 11.0 (51.8)                 | 16.7 (62.1)                 | 22.3 (72.1)                 | 25.3 (77.5)                 | 25.2 (77.4)                 | 20.7 (69.3)                 | 15.0 (59.0)                 | 9.3 (48.7)                  | 5.0 (41.0)                  | 13.5 (56.3)                 |
| Tối thiểu trung bình ngày °C (°F)       | 0.7 (33.3)                  | 0.4 (32.7)                  | 3.0 (37.4)                  | 7.7 (45.9)                  | 13.1 (55.6)                 | 18.4 (65.1)                 | 21.6 (70.9)                 | 21.4 (70.5)                 | 17.2 (63.0)                 | 11.8 (53.2)                 | 6.6 (43.9)                  | 2.6 (36.7)                  | 10.4 (50.7)                 |
| Thấp kỉ lục °C (°F)                     | −12.5 (9.5)                 | −17.9 (−0.2)                | −9.0 (15.8)                 | −3.1 (26.4)                 | 4.2 (39.6)                  | 11.0 (51.8)                 | 12.9 (55.2)                 | 10.7 (51.3)                 | 5.1 (41.2)                  | 0.4 (32.7)                  | −8.3 (17.1)                 | −12.1 (10.2)                | −17.9 (−0.2)                |
| Lượng Giáng thủy trung bình mm (inches) | 26.2 (1.03)                 | 39.1 (1.54)                 | 24.5 (0.96)                 | 19.7 (0.78)                 | 24.4 (0.96)                 | 16.1 (0.63)                 | 22.5 (0.89)                 | 26.2 (1.03)                 | 50.4 (1.98)                 | 56.3 (2.22)                 | 48.8 (1.92)                 | 44.5 (1.75)                 | 398.7 (15.70)               |
| Nguồn: Climate and weather Derbent      |                             |                             |                             |                             |                             |                             |                             |                             |                             |                             |                             |                             |                             |